# Paladin Press
Paladin Press war ein 1970 von Peder Lund und Robert K. Brown gegründeter US-amerikanischer Buch-Verlag. Das Unternehmen publizierte Bücher und Videos, die den Bereich Kampf-Konflikt-Überleben abdeckten. Das beinhaltete unter anderem den Schutz der eigenen Privatsphäre, das Überleben und Vorbereitet sein auf Notfälle, Helfen und Heilen, Feuerwaffen und Schießen, verschiedene Kampfkünste und Selbstverteidigung, Militär- und Polizei-Taktiken, Bücher für Polizisten und Strafvollzugsbeamten, welche beispielsweise die Zeichensprache von Gangs behandelten, Bücher zu Investigativen Recherchetaktiken und Geräten, Ausspähen, Lockpicking, Sabotage, Rache, Messer und Messer-Kampf, Bombenbau. Paladin Press wurde für Morde im Zusammenhang mit dem Buch Hitman verklagt, der Fall wurde im Januar 2018 zu den Akten gelegt. Der Verlag wurde Ende 2017 aufgelöst.

## Geschichte
Gründer Peder Lund begann in Zusammenarbeit mit Co-Gründer Robert K. Brown im Jahr 1970 unter dem Verlagsnamen Panther Publications. Ihr erstes Buch 150 Questions for a Guerrilla war von General Alberto Bayo, einem kommunistischen Veteran aus dem Spanischen Bürgerkrieg, welcher Fidel Castros Mentor war, als Castro in Mexiko Männer für seine Revolution in Kuba trainierte. Dieses Buch wurde zu einem Klassiker für Linksextremisten, die vom Umsturz und Guerilla-Kampf träumten.
Von 1970 bis 1974 druckte das Unternehmen Militäranleitungen (military manuals) und machte damit militärische Schriften der Öffentlichkeit zugänglich. 1974 hatten Lund und Brown Differenzen über den Kurs von Paladin Press. Lund wollte das Themenfeld an Büchern erweitern, während Brown ein Magazin daraus machen wollte. Lund sorgte dafür, dass Brown aus dem Unternehmen ausstieg. Lund gründete mit dem Söldnermagazin Soldier of Fortune magazine  (SOF) im Jahr 1975 ein eigenes Heft.
Der neue Name Paladin Press veröffentlichte Arbeiten damals bekannter Persönlichkeiten zu den Themenfeldern: Feuerwaffen, Martial Arts, Selbstverteidigung, Privatsphäre, persönliche Freiheit und Survival-Themen, verfasst unter anderem von Autoren wie Rex Applegate (Schüler Fairbairns), William E. Fairbairn, Jeff Cooper, Adam Starchild, John Plaster, Bill Holmes (Feuerwaffenbastler und Überlebensexperte) oder auch Ragnar Benson.
Im Jahr 1983 publizierte Paladin Press ein später kontrovers diskutiertes Buch: Hit Man: A Technical Manual for Independent Contractors, der Autor schrieb unter dem Pseudonym Rex Feral. Die Familien der Opfer klagten Paladin Press an, weil dieser Verlag aus Sicht der Angehörigen den Handlungsleitfaden für drei Morde im Jahr 1993 gelegt hatte. Paladin Press verkaufte das Buch seit dem zweiten Gerichtsprozess, begonnen im Jahr 2000, nicht mehr. Das Buch ist nur noch online zu bekommen. Im Jahr 1992 gab es einen Zusammenhang zwischen dem Mord an einer Diana und dem Handeln des Täters Joel Radovcich.
Im Frühling 2006 ließ Paladin Press verlauten, dass es die Druckrechte zu 40 Büchern von Loompanics Unlimited gekauft hatte, eingeschlossen der Arbeit von Claire Wolfe und anderen Autoren.
Am 3. Juni 2017 starb Peder Lund in Finnland, und Paladin Press wurde Ende 2017 geschlossen. Schon aufgegebenen Bestellungen wurde bis zum 31. Januar 2018 nachgekommen.

## Ausgewählte Werke
Um die Themen und den Aufbau der Paladin-Press Bücher anhand von Beispielen aufzuzeigen.
- Hayduke, George (1981). Getting Even 2: More Dirty Tricks From the Master of Revenge.
- Hayduke, George (1989). The Hayduke Silencer Book.
- Merkle, Robert (1998). Ultimate Internet Terrorist: How Hackers, Geeks, and Phreaks Can Ruin Your Trip on the Information Superhighway... And What You Can Do To Protect Yourself.
- Strauss, Erwin S. (1999). How to Start Your Own Country: How You Can Profit from the Coming Decline of the Nation State. 2nd ed.
- Abbie Hoffmann (1971). Steal this Book, ISBN 1-56858-053-3
- Alberto Bayo (1970). 150 Questions for an Guerillia.
- Michael Janich (1996). Street Steel: Choosing and Carrying Self-defense Knives
- Survival Nurse: Running an Emergency Nursing Station Under Adverse Conditions. Boulder, CO: Paladin Press, 2000. ISBN 1-58160-075-5.
- Ragnar Benson (1981). Mantrapping. ISBN 0-87364-215-5.
- The Most Dangerous Game: Advanced Mantrapping Techniques. Boulder, CO: Paladin Press, 1996. ISBN 0-87364-356-9. (nicht mehr im Internet erhältlich)
- The 50. Caliber Rifle Construction, Bill Holmes

## Weitere Literatur
- Bob Greene: Have gore, will travel: That's Paladin Press. Chicago Tribune, 8. Juni 1981, S. 15.
- Rodney A. Smolla: Deliberate Intent: A Lawyer Tells the True Story of Murder by the Book. Crown, New York 1976, ISBN 978-0-609-60413-7.